# Protestantiska Kristna Batakkyrkan
Protestantiska Kristna Batakkyrkan är ett kristet trossamfund. Det finns i Indonesien.